# 奥德莱蒂河

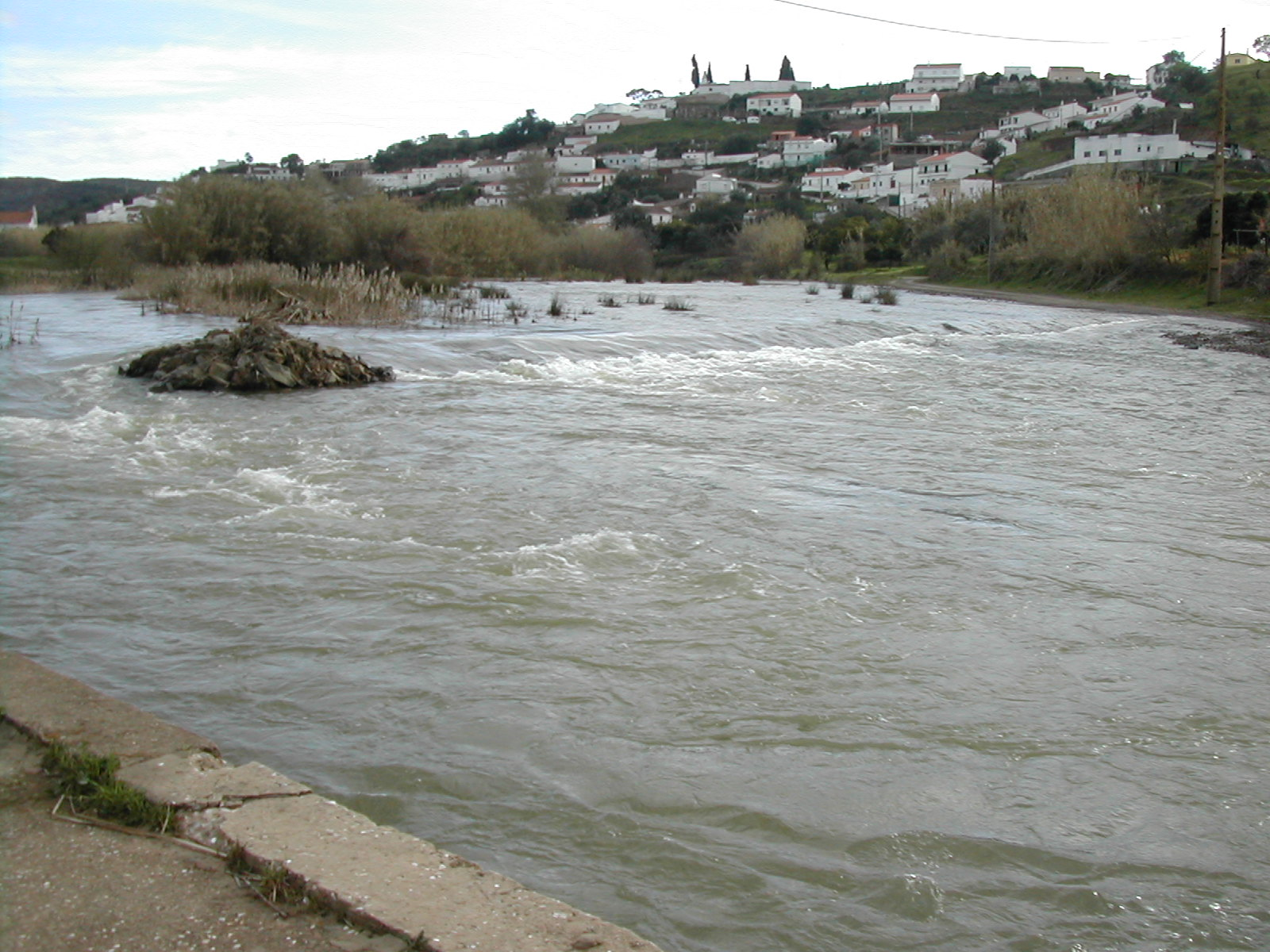
奥德莱蒂河

奥德莱蒂河（葡萄牙語：Ribeira de Odeleite）位于葡萄牙东南部，是瓜地亚纳河右岸支流，发源于卡尔代朗山脉，蜿蜒向东流，于福斯-奥德莱蒂（Foz de Odeleite）汇入瓜地亚纳河。在奥德莱蒂建有奥德莱蒂大坝，大坝蓄水形成的水库在空中看起来像一条龙，2015年9月其航拍照片在中国大陆网络上引起网友热议。